# جورج وايتفيلد ديفيس
جورج وايتفيلد ديفيس (26 يوليو 1839 - 12 يوليو 1918) هو مهندس ولواء في جيش الولايات المتحدة. شغل أيضا منصب الحاكم العسكري لبورتوريكو وأول حاكم عسكري لمنطقة قناة بنما.

## الحياة العسكرية

### الحرب الأهلية
ولد في بلدة طومسون الريفية بولاية كونيتيكت. دخل الجيش لأول مرة خلال الحرب الأهلية الأمريكية ، وانضم إلى فوج مشاة كونيتيكت الحادي عشر في شهر نوفمبر 1861 بصفت رقيب تمويني للشركة (نفس المنصب الذي خدم فيه جده أثناء الثورة الأمريكية). خلال الحرب، قاتل في عدة معارك كبرى، بما في ذلك أنتيتام، وشق طريقه إلى رتبة في القوة التطوعية إلى رتبة رائد.

### بعد الحرب
في يناير 1867، انضم إلى فوج المشاة الرابع عشر برتبة كابتن، وكان مهندسًا مساعدًا في مشروع لبناء نصب واشنطن التذكاري، وكان من بين الضيوف المميزين في حفل التكريس عام 1885.